# Hongaarse crisis

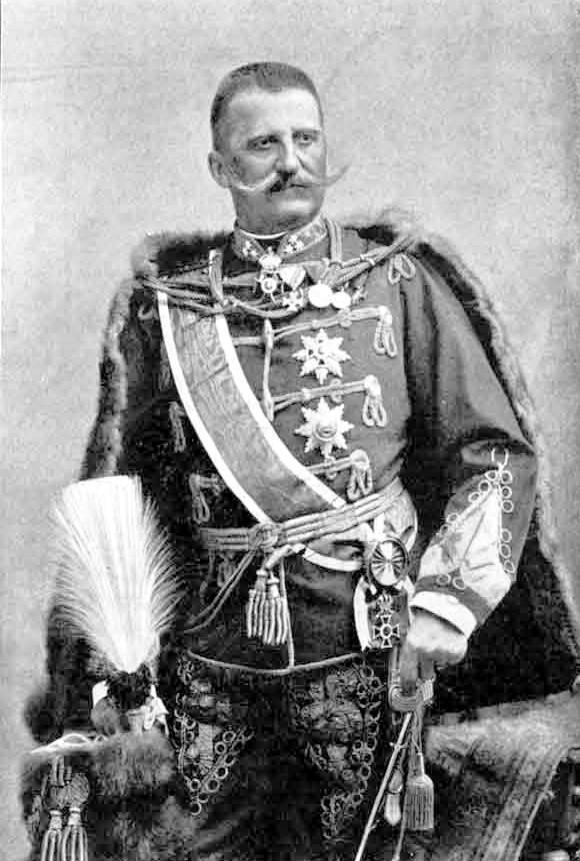
Generaal Géza Fejérváry

De Hongaarse Crisis van 1905-1906 was een politiek conflict in het koninkrijk Hongarije, met aan de ene kant Frans Jozef I van Oostenrijk (als koning van Hongarije) en andere pro-Habsburgse facties zoals de Liberale Partij, en aan de andere kant de parlementaire oppositie onder leiding van de Onafhankelijkheidspartij.
Bij de Hongaarse parlementsverkiezingen van 1905 verloor de Liberale Partij voor de eerste keer sinds de Ausgleich in 1867 haar meerderheid in de Rijksdag en vormde de Onafhankelijkheidspartij onder leiding van Ferenc Kossuth een regeringscoalitie met de steun van een parlementaire meerderheid. Het voornaamste twistpunt tussen de royalistische zijde en de oppositie was de afschaffing van het Duits als taal van de bevelen in het gemeenschappelijke Oostenrijks-Hongaarse leger. De spanningen liepen op toen de nieuwe coalitie een opsplitsing van het gemeenschappelijke leger op de agenda zette. Aan het Weense hof was men ervan overtuigd dat een einde van het gemeenschappelijke leger ook het einde van de dubbelmonarchie betekende. Bovendien bleef premier István Tisza op post al premier, zonder over een meerderheid te beschikken en zorgde hierdoor voor een ernstig grondwettelijk conflict.
Hoewel de oppositie de meerderheid had in de Rijksdag, benoemde koning Frans Jozef op 18 juni 1905 generaal Géza Fejérváry tot premier van een ambtenarenregering. De oppositie verklaarde de nieuwe regering als ongrondwettelijk, omdat de regering niet op de steun van een meerderheid kon rekenen. Fejérváry regeerde - met de steun van de koning die de Rijksdag meermaals opschortte - aan de Rijksdag voorbij. Hierop riep de oppositie op tot een "nationale weerstand", waardoor er in sommige comitaten geen belastingen werden geïnd of geen soldaten werden gerekruteerd voor de Honvéd, het Hongaarse leger. Ongeveer een derde van de afgevaardigden die in de Rijksdag voor de Habsburg-getrouwe Liberale Partij zetelden, liep over naar de andere zijde, die daardoor over een drie vierde meerderheid beschikte.
Fejérváry bood hierna onmiddellijk zijn ontslag aan, dat echter werd geweigerd door de koning. Bovendien kwam het door niet ingeloste looneisen en onder invloed van de Revolutie van 1905 in Rusland tot stakingen over het hele land in de industrie en de landbouw.

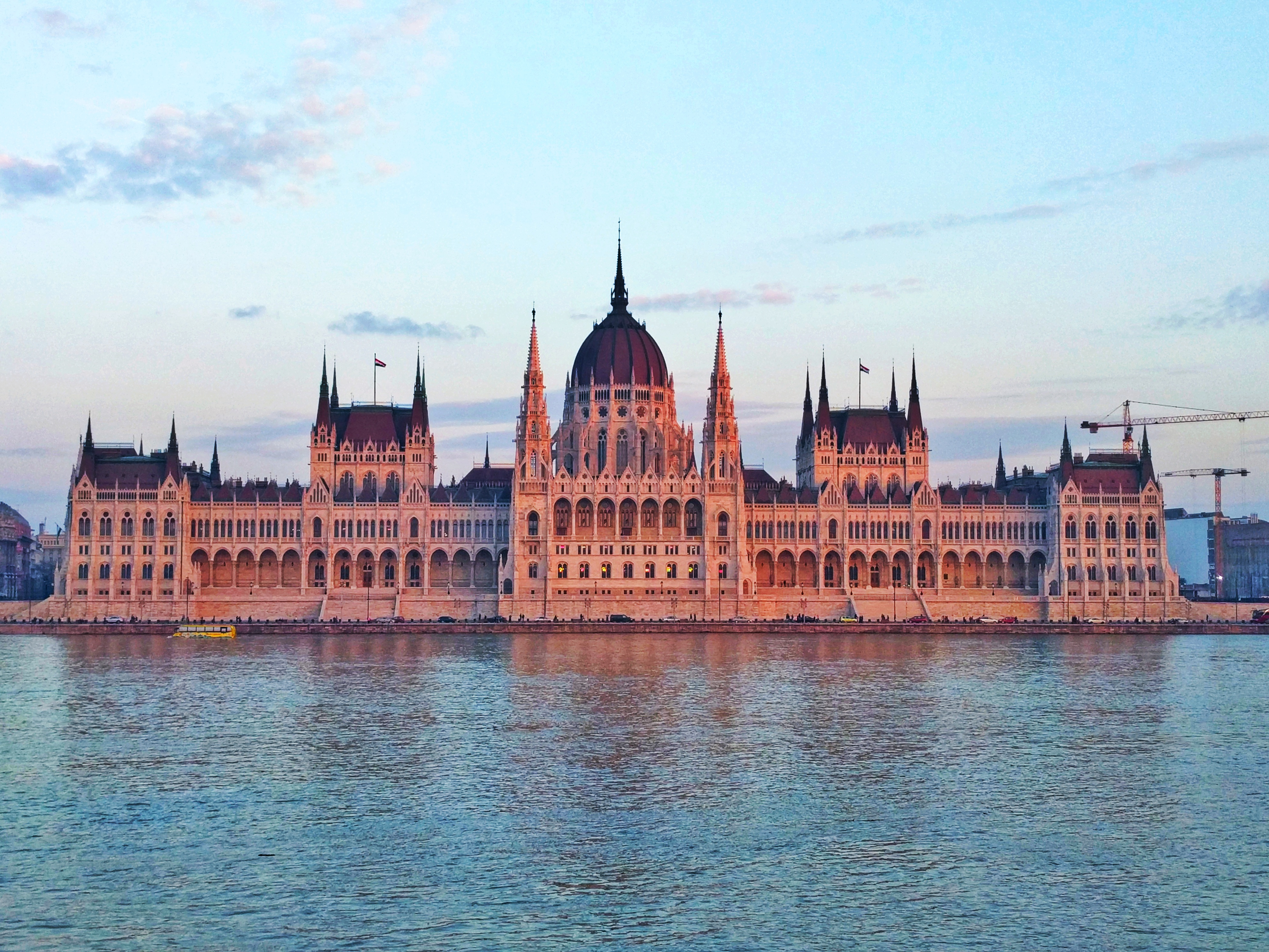
Het Parlementsgebouw in Boedapest

Minister van Binnenlandse Zaken József Kristóffy, de meest invloedrijke man binnen de regering, knoopte vervolgens onderhandelingen aan met de sociaaldemocraten en de links-liberalen, die hij kiesrecht- en sociale hervormingen in het vooruitzicht stelde. De etnisch-Hongaarse adellijke elite vreesde echter dat het algemeen stemrecht haar bevoorrechte positie in het gedrang zou brengen. Hierdoor ontstond een explosief politiek klimaat en het Oorlogsministerie in Wenen beraamde dan ook plannen om een eventuele opstand in Hongarije met geweld in de kiem te smoren. Op 19 februari 1906 lieten koning Frans Jozef en Fejérváry het Parlementsgebouw militair bezetten door de Honvéd. Nadien kantte de publieke opinie zich langzamerhand tegen de oppositie en werd er een compromis bereikt, waardoor Sándor Wekerle opnieuw premier werd.

## Kunst en literatuur
Het eerste deel van Miklós Bánffy's Zevenburgentrilogie, dat in het Nederlands is verschenen onder de titel "Geteld, geteld", speelt zich af met de aanloop naar en de ontwikkeling van de Hongaarse crisis op de achtergrond. Bij de aanvang van het tweede deel van de trilogie is de Hongaarse crisis al achter de rug en is Wekerle premier.